# Lisac (żupania primorsko-gorska)
Lisac – wieś w Chorwacji, w żupanii primorsko-gorskiej, w gminie Klana. W 2011 roku liczyła 114 mieszkańców.